# Dampierre (Jura)
Dampierre je francouzská obec v departementu Jura v regionu Franche-Comté. V roce 2011 zde žilo 1 209 obyvatel. Je centrem kantonu Dampierre.

## Sousední obce
Évans, Fraisans, Louvatange, Le Petit-Mercey, Ranchot

## Vývoj počtu obyvatel
Počet obyvatel 